# Tulisaari (ö i Norra Savolax, Nordöstra Savolax, lat 62,95, long 28,47)
Tulisaari är en halvö i Finland. Den ligger i sjön Kaavinjärvi och i kommunen Kaavi i den ekonomiska regionen  Nordöstra Savolax ekonomiska region  och landskapet Norra Savolax, i den centrala delen av landet, 400 km nordost om huvudstaden Helsingfors.